# Ujelgi-tó
Az Ujelgi-tó Oroszországban, a Cseljabinszki terület Kunasaki járásában, az Urál keleti oldalán elterülő sztyeppén terül el. A tó közelében 2009-ben régészeti lelőhelyet fedeztek fel, ami a tóról az Ujelgi nevet kapta. Az itt talált leletek szoros párhuzamokat mutatnak a honfoglalás kori magyarországi leletekkel.

## Nevének eredete
A tó nevének eredetét a baskír nyelvben keresik. 

## Leírása
A tó területe 60,3 km². A víz térfogata 138,7 millió köbméter. A víz ásványtartalma 3339,3 mg/l.
Átlagmélysége 2,3 m, legnagyobb mélysége 3,2–3,8 m, változó. 1969-ben a tó legnagyobb mélysége elérte a 7 métert.
A tóban számos halfaj él, így kárászok, ponty, fogassüllő, Peled-maréna, csapósügér, csuka. A partok mentén, különösen az északkeleti part mocsaras részein nádas bozót található. Délen a tavat egy csatorna köti össze a Kunasak-tóval. A déli parttól 2 km-re található a regionális központ, Kunasak.

## Régészeti lelőhely
Nagyrészt az itt végzett régészeti kutatások alapján magyar kutatók csoportja megállapította, hogy a magyarokhoz köthető legkorábbi ismert szállásterület, vagyis az „őshaza” nyelvészeti és régészeti, genetikai érvek alapján egyaránt az Urálontúl és Délnyugat-Szibéria nyugati zónájában körvonalazható, a Tobol–Irtis–Isim folyók vidékén.

## Fordítás
- Ez a szócikk részben vagy egészben  a(z)   Уелги című orosz Wikipédia-szócikk ezen változatának fordításán alapul.  Az eredeti cikk szerkesztőit annak laptörténete sorolja fel. Ez a jelzés csupán a megfogalmazás eredetét és a szerzői jogokat jelzi, nem szolgál a cikkben szereplő információk forrásmegjelöléseként.